# Formica di Burano
Formica di Burano es una roca saliente del Archipiélago Toscano se encuentra en el mar Tirreno, frente a la costa frente al lago de Burano, al sureste del promontorio de Ansedonia y al este de la localidad de Porto Ercole del Monte Argentario. 
La isla es un lugar de inmersión para los amantes del buceo y actividades en el agua. Administrativamente hace parte de la región de Toscana, en Italia.